# Tinumpuk (Purwosari)
Tinumpuk is een bestuurslaag in het regentschap Bojonegoro van de provincie Oost-Java, Indonesië. Tinumpuk telt 952 inwoners (volkstelling 2010).